# Il re delle tre (singolo)
Il re delle tre è un singolo di Filippo Malatesta pubblicato nel 1997.

## Tracce
1. Il re delle tre – 4:16